# جیمی فاستر (بازیکن بسکتبال)
جیمی فاستر (انگلیسی: Jimmy Foster؛ زادهٔ ۱۶ دسامبر ۱۹۵۱) بازیکن بسکتبال اهل ایالات متحده آمریکا است.
از باشگاه‌هایی که در آن بازی کرده‌است می‌توان به دنور ناگتس اشاره کرد.